# 由岐站

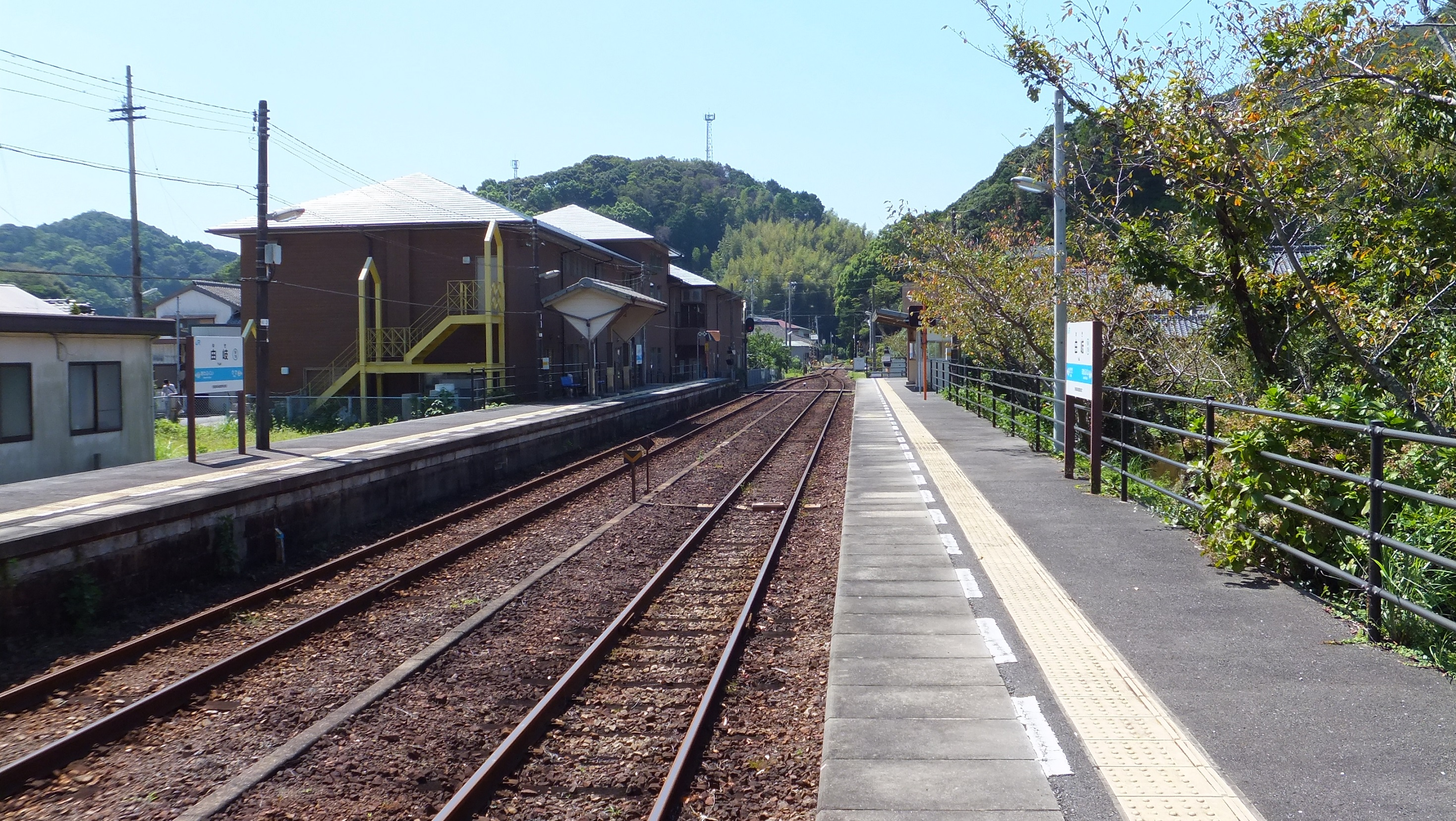

由岐站（日语：／ Yuki eki */?）是一位於日本德島縣海部郡美波町西之地東地、隸屬於四國旅客鐵道（JR四國）的鐵路車站。車站編號為M18。本站停靠所有等級列車。但因業務精簡原故，於2010年9月1日起不再設有站員駐守，改由附近的物產中心代售車票及定期券，成為簡易委託站。

## 車站結構
現站舍為第二代，是兩層高綜合式建築物，是由合併前的由岐町政府所興建的綜合大樓，於1996年7月完成開放。地下一部份闢作站務室、車站大堂及洗手間，自動售票機設於閘口旁。而車站外兩邊分別是觀光旅遊中心、物產發售及鄉土歷史展覽館。二樓則是小型水族館、學習中心及會議室。
第一代站舍為單層木建築，內設候車大堂及站務室．現已拆卸。
設有側式月台2個，有效長度為原為4輛，月台改善工程將向木岐站的3輛長度加高，而向阿波福井站約1輛的長度則不使用，因此現時有效長度為3輛。月台間以平交道連接，其中2號月台有斜道及加設了樓梯，1號月台則只有樓梯級，但閘口和月台為同水平位。

### 月台配置
| 月台 | 路線    | 方向     | 目的地             |
| ---- | ------- | -------- | ------------------ |
| 1    | ■牟岐線 | （下行） | 牟岐、阿波海南方向 |
| 2    | ■牟岐線 | （上行） | 德島、阿波池田方向 |

## 歷史
- 1939年12月14日：開業。
- 1987年4月1日：日本國鐵分割民營化，車站的營運由JR四國繼承。
- 2010年9月1日：無人化，簡易委託化。

## 歷年使用人數
- 305人（1995年度）
- 297人（1996年度）
- 260人（1997年度）
- 242人（1998年度）
- 231人（1999年度）
- 216人（2000年度）
- 212人（2001年度）
- 200人（2002年度）
- 179人（2003年度）
- 168人（2004年度）
- 146人（2005年度）
- 153人（2006年度）
- 151人（2007年度）
- 144人（2008年度）
- 137人（2009年度）
- 121人（2010年度）

## 相鄰車站
四國旅客鐵道（JR四國）
■牟岐線
■普通
阿波福井（M17）－由岐（M18）－（臨）田井之濱－木岐（M19）

## 外部連結
- JR四國由岐站 （页面存档备份，存于）